# لوئیس آلبرتو سانچز
لوئیس آلبرتو سانچز (به اسپانیایی: Luis Alberto Sánchez) (زاده ۱۲ اکتبر ۱۹۰۰ – درگذشته ۶ فوریه ۱۹۹۴) وکیل، حقوق‌دان، فیلسوف، تاریخ‌نگار، نویسنده و سیاستمدار اهل پرو بود. وی از ۱۵ مه ۱۹۸۹ تا ۳۰ سپتامبر ۱۹۸۹ نخست‌وزیر این کشور بود.